# Bouroum
Bouroum è un dipartimento del Burkina Faso classificato come comune, situato nella provincia  di Namentenga, facente parte della Regione del Centro-Nord.
Il dipartimento si compone del capoluogo e di altri 20 villaggi: Barao, Barga Mossi, Barga Peulh, Bellogo, Bondbila, Damkarko, Daogo, Ibangfo, Kalamba, Kinessoumdi, Kougroussoukou, Koulhoko, Lagbilin, Lamlamöne, Loumpini, Ouayalgué, Ourfare, Retkoulga, Silmague e Toubaïri.